# Orchimantoglossum terraccianoi
Orchimantoglossum terraccianoi är en orkidéart som först beskrevs av E.G.Camus, och fick sitt nu gällande namn av Ined. Orchimantoglossum terraccianoi ingår i släktet Orchimantoglossum och familjen orkidéer. Inga underarter finns listade i Catalogue of Life.